# Adrien le sauveur du monde
 (février 2025).
Si vous disposez d'ouvrages ou d'articles de référence ou si vous connaissez des sites web de qualité traitant du thème abordé ici, merci de compléter l'article en donnant les références utiles à sa vérifiabilité et en les liant à la section « Notes et références ».
Adrien le sauveur du monde (魔神英雄伝ワタル, Mashin eiyūden Wataru, Wataru la légende du héros magique et divin) est un anime japonais en 45 épisodes d'une vingtaine de minutes chacun diffusé pour la première fois à la télévision japonaise le 15 avril 1988.
En France, la série est diffusée le 30 mai 1990 sur la chaîne TF1 dans le Club Dorothée, puis rediffusée sur La Cinq et plus tard sur les chaînes AB cartoons et Mangas.

## Synopsis
Alors qu'il est en route pour l'école, Adrien Lemaire (Wataru) un jeune garçon d'une dizaine d'années, trouve sur son chemin au lac des Sylphes un étrange collier de pierres rouges. Il décide d'en faire don à l'esprit du lac et finit par arriver en retard à l'école. Lors d'un concours de pâte à modeler, Adrien fabrique un robot et se rend compte que le collier de pierres est dans sa poche, sans vraiment chercher à comprendre comment l’objet est arrivé jusqu’à lui, il met le collier autour du cou de son robot et remporte le concours. Sur le chemin du retour il s'arrête au lac des Sylphes et baptise son robot : Lutinor (Ryujinmaru). C'est alors qu'un grand dragon vert surgit du lac et emporte Adrien dans un autre monde. On lui apprend alors qu'il est l'élu attendu de tous et qu'il doit sauver le monde du seigneur des démons : le maître des portes Dorkoudar. Celui-ci a rendu la montagne sacrée invivable et l'arc-en-ciel qui l'entoure gris. Adrien doit lui rendre ses couleurs et pour cela défaire les 7 mondes qui composent la montagne de la tyrannie des sbires de Dorkoudar (Doakuder).
On lui remet une armure et une épée : Darandole. Dans son périple il sera aidé par son robot Lutinor qui prendra vie, d'un maître samouraï, Jibaro (Shibaraku), et d'une jeune princesse ninja, Edwina (Himiko). Ils croiseront le chemin d’Alcali, un drôle d’oiseau qui semble savoir beaucoup de choses sur la montagne sacrée et son tyran…

## Le monde d'Adrien
Adrien le sauveur du monde est une série loufoque aux personnages très attachants et qui frisent souvent le ridicule : un héros chevalier au grand cœur mais qui combat sur des patins à roulettes, un samouraï attaché aux traditions mais paresseux et tricheur, et une princesse ninja naïve qui ne pense qu'à s'amuser, manger et dormir.
Cet univers est inspiré du principe des jeux vidéo de l'époque : 7 mondes présentés comme des niveaux où Adrien doit vaincre 3 sbires (sous-boss) puis le gouverneur du monde concerné (boss) et enfin au bout des 7 mondes le maître Dorkoudar (boss final). 
La série présente des similitudes avec Le Collège fou, fou, fou pour le domaine humoristique avec des devinettes aux réponses loufoques : « Qu’est-ce qui ne mange que du papier et porte une robe rouge ? » réponse : « une chèvre avec une robe rouge ! », ainsi qu'avec Samouraï Pizza Cats, un autre anime avec des héros sur des patins à roulettes et des robots géants.

## Fiche technique
- Studio d’animation : Sunrise
- Maison de production : Asatsu
- Année de production : 1988 - 1989
- Créateur : Hajime Yatate
- Character design : Toyoo Ashida
- Mecha design : Kazunori Nakazawa
- Directeur artistique : Shigemi Ikeda
- Réalisateur : Hideharu Iuchi
- Scénariste : Takao Koyama
- Compositeur : Toshihiko Sahashi
- Genre : aventure, comédie, fantaisie, mecha

## Voix françaises
- Générique : Bernard Minet
- Adrien : Sophie Arthuys
- Edwina : Marie-Christine Robert
- Lutinor : Mathias Kozlowski
- Alcali : Pierre Laurent
- Gousano : Patrick Borg
- les méchants : Thierry Ragueneau

## Liste des épisodes
(mars 2025).
Le contenu est difficilement compréhensible vu les erreurs de traduction, qui sont peut-être dues à l'utilisation d'un logiciel de traduction automatique.
| No | Titre français              | Titre japonais                         | Titre japonais                                                                                 | Date de 1re diffusion |
| No | Titre français              | Kanji                                  | Rōmaji                                                                                         | Date de 1re diffusion |
| -- | --------------------------- | -------------------------------------- | ---------------------------------------------------------------------------------------------- | --------------------- |
| 1  | Les sept mondes             | 救世主は小学四年生                     | Kyūseishu wa shōgaku yonensei                                                                  | 15 avril 1988         |
| 2  | Première mission            | ふしぎアイテムへん玉みっけ!            | Fushigi aitemu hen tama mi kke!                                                                | 22 avril 1988         |
| 3  | Tendre bleu                 | クラマに御用心!                        | Kurama ni o yōjin!                                                                             | 6 mai 1988            |
| 4  | Tanker                      | ガラガラ村の恐怖パーティ               | Garagara-mura no kyōfu pāti                                                                    | 13 mai 1988           |
| 5  | La super flûte              | ひびけ!神部の笛                        | Hibike! Shinbenofue                                                                            | 20 mai 1988           |
| 6  | Le monde à l'envers         | アベコベさかさまヘンなとこ             | Abekobe sakasa ma henna toko                                                                   | 27 mai 1988           |
| 7  | Le loup de la forêt         | オオカミ男はおマルがお好き!?           | Ōkami otoko wa Omaru ga o suki! ?                                                              | 3 juin 1988           |
| 8  | Baisers volés               | 吸血鬼は十字架コレクター               | Kyūketsuki wa jūjika korekutā                                                                  | 10 juin 1988          |
| 9  | L'eau du ciel               | おどろき!真実の鏡探知器                | Odoroki! Shinjitsu no kagami tanchi-ki                                                         | 17 juin 1988          |
| 10 | Le miroir magique           | ウッソー!ホントにこれが真実の鏡?       | Ussō! Honto ni korega shinjitsu no kagami?                                                     | 24 juin 1988          |
| 11 | Le duel Jivaro vs Kensac    | アチアチ・メラメラ・一本勝負!          | Achiachi meramera ipponshōbu!                                                                  | 1er juillet 1988      |
| 12 | La fée du logis             | マリアンネットのヤキヤキ記念日!        | Mariannetto no yakiyaki kinenbi!                                                               | 8 juillet 1988        |
| 13 | Une boisson décapante       | 燃える闘魂9×9=81攻撃!                  | Moerutōkon 9 × 9 = 81 kōgeki!                                                                  | 15 juillet 1988       |
| 14 | L'ermite de la forteresse   | ヒャクニーンパワーは仙人パワー         | Hyakunīn pawā wa sennin pawā                                                                   | 22 juillet 1988       |
| 15 | Le dragon de feu            | よみがえれ!ファイアードラゴン          | Yomigaere! Faiā doragon                                                                        | 29 juillet 1988       |
| 16 | Un amour malheureux         | 悲恋オーロラ伝説                       | Hiren Ōrora densetsu                                                                           | 5 août 1988           |
| 17 | L'épée glaciale             | 抜くに抜けない極寒の剣                 | Nuku ni nukenai gokukan no tsurugi                                                             | 12 août 1988          |
| 18 | Le dieu Dragon              | 熱いの熱いのとんでいけー!              | Atsui no atsui no tonde ike!                                                                   | 19 août 1988          |
| 19 | L'homme aux mille visages   | 龍神丸とびますとびます!                | Ryūjinmaru tobimasu tobimasu!                                                                  | 26 août 1988          |
| 20 | Le temple du dieu Dragon    | 龍神丸ヒエヒエ神殿に散る!              | Ryūjinmaru hiehie shinden ni chiru!                                                            | 2 septembre 1988      |
| 21 | Le monde pollué             | 魔界プリンス虎王登場!                  | Makai purinsu Toraō tōjō!                                                                      | 9 septembre 1988      |
| 22 | Le roi Dragon               | 必見!龍王丸誕生                        | Hikken! Ryūōmaru tanjō                                                                         | 16 septembre 1988     |
| 23 | Le dieu des illusions       | おまたせ!!幻神丸の正体                 | Omatase! ! Genjinmaru no shōtai                                                                | 30 septembre 1988     |
| 24 | La course                   | 爆走!ワタルGENJIの大レース             | Bakusō! Wataru Genji no dai rēsu                                                               | 7 octobre 1988        |
| 25 | Voyage dans l'usine volante | ミニミニワタルの大冒険                 | Minimini Wataru no dai bōken                                                                   | 14 octobre 1988       |
| 26 | Le dragon vert              | ギョエー!あんなところに緑龍            | Gyoē! An'na tokoro ni ryokuryū                                                                 | 28 octobre 1988       |
| 27 |                             | ヨカッタネでよかったね                 | Yokattane de yokatta ne (La graine c'est bien, c'est vraiment bien)                            | 4 novembre 1988       |
| 28 |                             | 魔法でウッフン!シバラク先生            | Mahō de uffun! Shibaraku sensei (Sorcellerie ! Maître Shibaraku)                               | 11 novembre 1988      |
| 29 |                             | 変身!ワタルのわんわん物語              | Henshin! Wataru no wanwan monogatari (Métamorphose ! L'histoire du toutou de Wataru)           | 18 novembre 1988      |
| 30 |                             | 魔神墓場のゴースト軍団                 | Majin hakaba no gōsuto gundan (L'armée des fantômes du cimetière des démons)                   | 25 novembre 1988      |
| 31 |                             | ヒミコの子守り大作戦!                  | Himiko no komori dai sakusen! (La stratégie de baby-sitting d'Himiko !)                        | 2 décembre 1988       |
| 32 |                             | 最強魔法使いアラ・ビアンの逆襲!        | Saikyō mahōtsukai Ara Bian no gyakushū! (La contre-attaque d'Ara-been, le grand magicien !)    | 9 décembre 1988       |
| 33 |                             | あまいお誘い恐怖の魔道門               | Amai osasoi kyōfu no madōmon (Une douce invitation, l'effroyable porte de la route démoniaque) | 16 décembre 1988      |
| 34 |                             | 難問、珍問魔風門!                      | Nanmon, chinmon makaze-mon! (Question difficile, la porte des vents démoniaques !)             | 23 décembre 1988      |
| 35 |                             | 天まで昇れ!魔天門                      | Ten made nobore! Matenmon (Monte jusqu'aux cieux ! La porte du paradis démoniaque)             | 11 janvier 1989       |
| 36 |                             | よい子?悪い子?魔界門                   | Yoi ko? Warui ko? Makaimon (Un enfant gentil ? Un enfant diabolique ? La porte de l'enfer)     | 20 janvier 1989       |
| 37 |                             | ワタルとヒミコのアチアチアドベンチャー | Wataru to Himiko no achiachi adobenchā (L'aventure d'Himiko et Wataru)                         | 27 janvier 1989       |
| 38 |                             | 華麗!!怪傑ゾロリ参上                   | Karei! ! Kaiketsu Zorori sanjō (Splendide ! L'arrivée de Zoroli, un homme incroyable)          | 3 février 1989        |
| 39 |                             | 虎王は宿命のライバル                   | Toraō wa shukumei no raibaru (Torao est mon rival)                                             | 10 février 1989       |
| 40 |                             | 激突!龍王丸対邪虎丸                    | Gekitotsu! Ryūōmaru tai Jakomaru (Crash ! Ryuohmaru contre Jakomaru)                           | 17 février 1989       |
| 41 |                             | 出現!恐怖の魔神殿                      | Shutsugen! Kyōfu no mashinden (Apparition ! Le terrible Temple Démon)                          | 3 mars 1989           |
| 42 |                             | 戦えワタル!!魔神殿の攻防               | Tatakae Wataru!! Mashinden no kōbō (Bats-toi Wataru !! Duel dans le Temple Démon)              | 10 mars 1989          |
| 43 |                             | 決戦!ドアクダー対ワタル                | Kessen! Doakudā tai Wataru (Le combat final ! Doakuder contre Wataru)                          | 17 mars 1989          |
| 44 |                             | 輝け!創界山の虹                        | Kagayake! Sōkaizan no niji (Brille ! L'arc-en-ciel de la montagne du monde originel)           | 24 mars 1989          |
| 45 |                             | 春だ祭だモンジャ村                     | Haru da matsuri da Monja-mura (C'est le printemps, c'est la fête au village Monja)             | 31 mars 1989          |

## Suites
Deux séries spin-off ont été réalisées pour la télévision : Mashin eiyūden Wataru 2 (魔神英雄伝ワタル2) (46 épisodes, diffusés du 9 mars 1990 au 8 mars 1991) et Chō mashin eiyūden Wataru (超魔神英雄伝ワタル) (51 épisodes, diffusés du 2 octobre 1997 au 24 septembre 1998). Contrairement à la série principale, elles n'ont pas été exportées hors du Japon.

## Nouvelle adaptation
Une nouvelle adaptation animée, intitulée Majin sōzō den Wataru (魔神創造伝ワタル) est diffusée à la télévision japonaise depuis janvier 2025.

## Accueil
Au Japon, la série a très bien marché puisque, en plus des deux suites, ont été réalisés 5 OAVs, cinq jeux vidéo, cinq nouvelles, au moins deux mangas et de nombreux goodies ont été réalisés et mis en vente[Quand ?]. Elle a ensuite été exportée vers Taiwan, en Chine, en Corée du Sud, en France, à Monaco et à Hong Kong. En Chine, elle fut l'une des séries japonaises les plus populaires au milieu des années 1990[réf. nécessaire].
Cependant en France, la série n'a pas rencontré un grand succès puisque la diffusion s'est arrêtée au beau milieu de l'anime et que seuls 26 épisodes ont été doublés par Dovidis. De plus la série et ses trois saisons existent[Où ?] en coffret DVD mais à ce jour[Quand ?] aucun objet ou DVD n'a été importé en France.